# Barajevo
Barajevo (en cirílico serbio: Барајево) es un municipio suburbano de la ciudad de Belgrado, la capital de Serbia. Tiene un área de 213 km². La población urbana es de 8.325 habitantes y según el censo de 2002 la rural es de 24.641, calculándose 26.449 al 31 de diciembre de 2005, para una densidad de 124 hab./km². Gracias a la inmigración es una de las áreas de más marcado crecimiento de Belgrado, con un aumento anual del 2%. Ese crecimiento se ha visto acompañado por un retraso en el desarrollo de la infraestructura correspondiente. El 94,5% de sus habitantes son serbios, el 0,8% romaníes, y el 0,7% montenegrinos. Su altura oscila entre 140 y 364 m s. n. m., perteneciendo la mayor parte de su cuenca al río Turija, un afluente del río Peštan. Se creó como municipio en 1956.